# Handball-DDR-Oberliga (Männer) 1973/74
Die Handball-DDR-Oberliga der Männer war 1973/74 die höchste Hallenhandball-Spielklasse in der DDR mit der nationale Hallenhandball-Meister ermittelt wurde.

## Saisonverlauf
Vor Beginn Saison 1973/74 hatte der DDR-Handball-Verband beschlossen, dass in der Handball-Oberliga künftig drei Punktspielrunden ausgetragen werden. Bei der ersten Runde sollen alle Mannschaften auf neutralem Boden antreten, daran schließen sich die üblichen Hin- und Rückspiele an. 1973/74 beteiligten sich wieder zehn Mannschaften, die jeweils 27 Spiele zu bestreiten hatten. Titelverteidiger war der SC Empor Rostock, der jedoch seinen Titel an den Armeesportklub ASK Vorwärts Frankfurt verlor. Die Handballsoldaten gewannen von den 27 Oberligaspielen 21 Begegnungen, spielten viermal unentschieden und verloren zweimal. Die Rostocker landeten nur auf Platz drei, noch hinter dem SC Magdeburg. Im Oberligafeld gab es weder Aufsteiger noch Absteiger, da sich die betreffenden Mannschaften jeweils in der Relegationsrunde gegen die Staffelsieger der DDR-Liga behaupten konnten.

## Abschlusstabelle
| Pl. | Mannschaft             | Sp | S  | U | N  | Tore    | Punkte |
| 1   | ASK Vorwärts Frankfurt | 27 | 21 | 4 | 2  | 532:447 | 46:08  |
| 2   | SC Magdeburg           | 27 | 19 | 5 | 3  | 576:492 | 43:11  |
| 3   | SC Empor Rostock (M)   | 27 | 15 | 4 | 8  | 505:480 | 34:20  |
| 4   | BSG Post Schwerin      | 27 | 15 | 1 | 11 | 447:443 | 31:23  |
| 5   | SC Dynamo Berlin       | 27 | 10 | 6 | 11 | 464:454 | 26:28  |
| 6   | SC Leipzig             | 27 | 9  | 6 | 12 | 456:474 | 24:30  |
| 7   | SC DHfK Leipzig        | 27 | 9  | 3 | 15 | 451:464 | 21:33  |
| 8   | BSG Wismut Aue         | 27 | 7  | 3 | 17 | 425:473 | 17:37  |
| 9   | BSG ZAB Dessau         | 27 | 7  | 2 | 18 | 439:492 | 16:38  |
| 10  | BSG Motor Eisenach     | 27 | 5  | 2 | 20 | 494:570 | 12:42  |

Erläuterungen:
1. ↑  M=Vorjahresmeister

## Meistermannschaft
| ASK Vorwärts Frankfurt |
| Reiner Frieske, Wolfgang Pötzsch (Tor) – Wolfgang Apel, Hans Engel, Dietrich Gläsmann, Rolf Meier, Harald Müller, Joachim Pietzsch (Kapitän), Josef Rose, Dietmar Schmidt, Wilfried Weber, Wolfgang Wolter Trainer: Hans Haberhauffe |

## Statistik
In den drei Saisonrunden wurden insgesamt 135 Spiele ausgetragen, in denen 4.789 Tore fielen. Mit 576 Treffern erzielte der SC Magdeburg die meisten Tore, die wenigsten Gegentreffer erhielt der Tabellenfünfte Post Schwerin (443). Die schwächste Abwehr hatte Schlusslicht Motor Eisenach, die 570 Gegentore hinnehmen musste. Eisenach war auch am torreichsten Spiel der Saison beteiligt, im Heimspiel gegen Empor Rostock gab es eine 25:27-Niederlage. Auch der höchste Punktspielsieg ging zulasten von Motor Eisenach: Die BSG Post Schwerin gewann zuhause mit 24:10.

## Relegationsrunde
In der Relegationsrunde mit den Staffelsiegern der DDR-Liga sicherten sich erneut die Teams aus Dessau und Eisenach den Klassenerhalt.
| Pl. | Mannschaft                  | Sp | S | U | N | Tore    | Punkte |
| 1   | BSG ZAB Dessau              | 6  | 5 | 0 | 1 | 118:116 | 10:02  |
| 2   | BSG Motor Eisenach          | 6  | 3 | 1 | 2 | 147:121 | 07:05  |
| 3   | SG Dynamo Halle-Neustadt    | 6  | 3 | 1 | 2 | 118:116 | 07:05  |
| 4   | SG Rotation Prenzlauer Berg | 6  | 0 | 0 | 6 | 106:136 | 00:12  |